# Special Weapons And Tactics
Pour les articles homonymes, voir SWAT.
 (février 2016).
Si vous disposez d'ouvrages ou d'articles de référence ou si vous connaissez des sites web de qualité traitant du thème abordé ici, merci de compléter l'article en donnant les références utiles à sa vérifiabilité et en les liant à la section « Notes et références ».
Le terme SWAT, acronyme de « Special Weapons And Tactics » (en français : « armes spéciales et tactiques »), désigne un type d’unités d'intervention appartenant aux forces de police des États-Unis. Opérant en principe en milieu urbain aux côtés d'autres forces de police, les unités SWAT font partie des SRT (Special reaction team (en)).
Les missions de ce type d'unité peuvent consister en des assauts coordonnés contre des objectifs choisis, par exemple des criminels lourdement armés se trouvant dans des lieux retranchés. Par ailleurs, du fait de leur entraînement et armement — fourni notamment dans le cadre du programme 1033 du Law Enforcement Support Office (en) —, ces unités sont aussi très fréquemment utilisées dans le cadre de la recherche de drogue ou de l'arrestation de suspects dangereux.
Les unités SWAT disposent d'un équipement spécifique : fusils d'assaut, fusils à pompe, casques spéciaux, grenades à effet de choc, ainsi que des fusils à lunettes pour les tireurs de précision.
La sur-utilisation aux États-Unis de ce type unité d'intervention, couplée à leur armement, amena à une multiplication de bavures que l'American Civil Liberties Union dénonça dans un rapport publié en 2014.

## Historique

### Origines

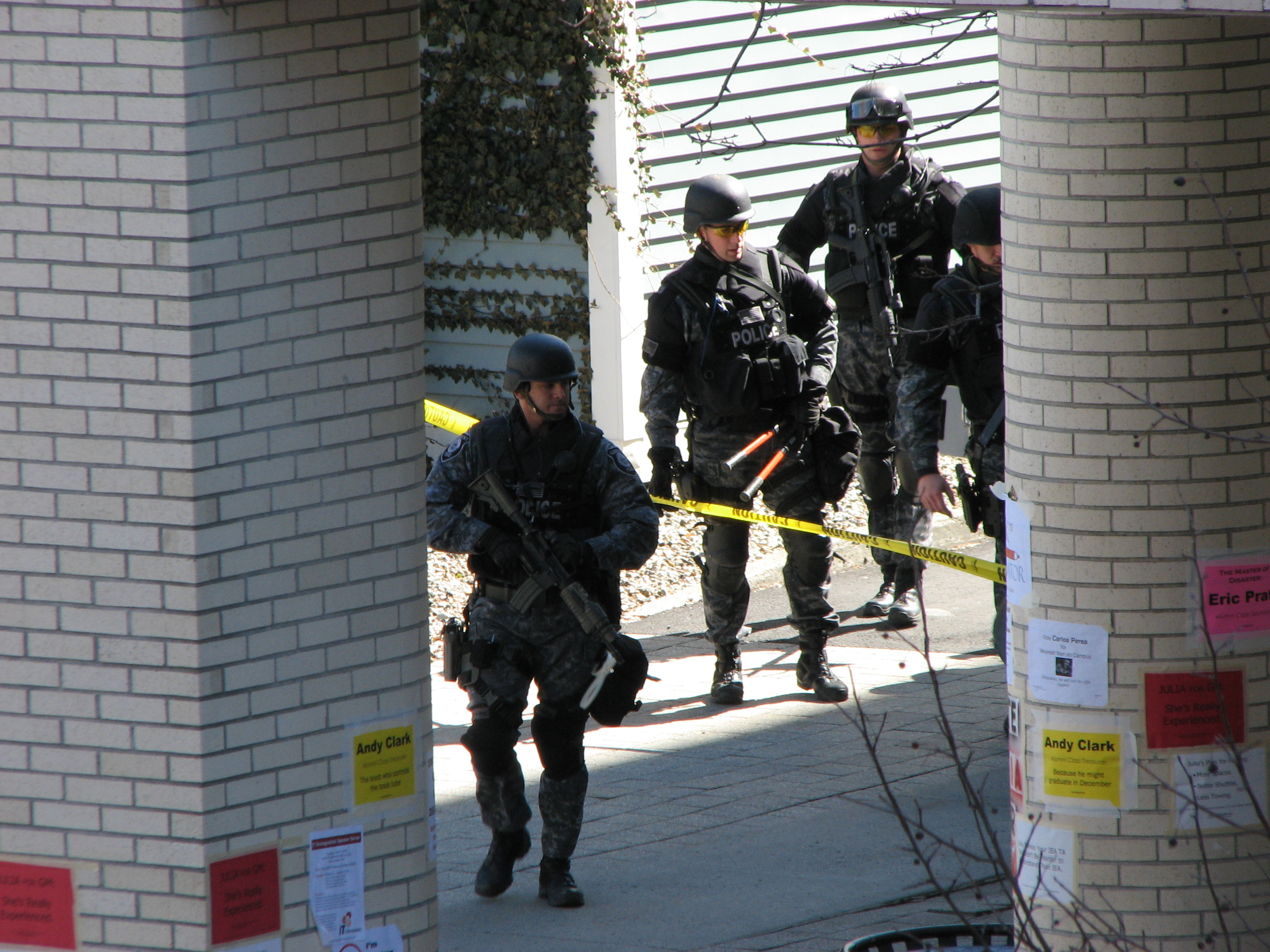
Équipe SWAT de l'État de New York.

Certaines sources indiquent que le premier usage du terme « SWAT » est lié au « Special Weapons and Tactics Squad » créé par le Philadelphia Police Department (en) en 1964.
Une équipe SWAT plus importante est créée au sein du Los Angeles Police Department en 1967, par l'inspecteur Daryl Gates.
Par la suite, de nombreux services de maintien de l'ordre aux États-Unis, surtout les départements de polices des principales villes, aussi bien que les agences de maintien de l'ordre fédéral ou d'État américains, créent leur propre unité d'élite ou d'intervention, sous des noms variés[réf. souhaitée].

### Le SWAT de la police de Los Angeles
En août 1965, les émeutes de Watts à Los Angeles en Californie qui ont duré plus de huit jours et mobilisé environ 10 000 personnes ont pris une tournure des plus dramatiques : 34 morts et un millier de blessés plus ou moins graves. Le Los Angeles Police Department (LAPD) prend alors conscience qu’il lui faut une unité spéciale capable de répondre à ce type de situation. Ce souhait s'est vite à nouveau fait ressentir après l'incident de la fusillade de Surrey Street où trois policiers et un forcené barricadé perdent la vie. Le chef de la police de l'époque, Daryl F. Gates, déclare à la suite de ces événements : « J'ai compris que nous devions concevoir une autre méthode pour neutraliser les tireurs isolés ou barricadés. »[réf. souhaitée]
La première unité SWAT de l'histoire apparait en 1968, à Los Angeles. Le premier défi pour le SWAT du LAPD est relevé le 9 décembre 1969 : une confrontation de quatre heures avec des membres des Black Panthers. Les Panthers finissent par se rendre ; le bilan humain est de trois Panthers blessés et trois policiers blessés[réf. nécessaire].

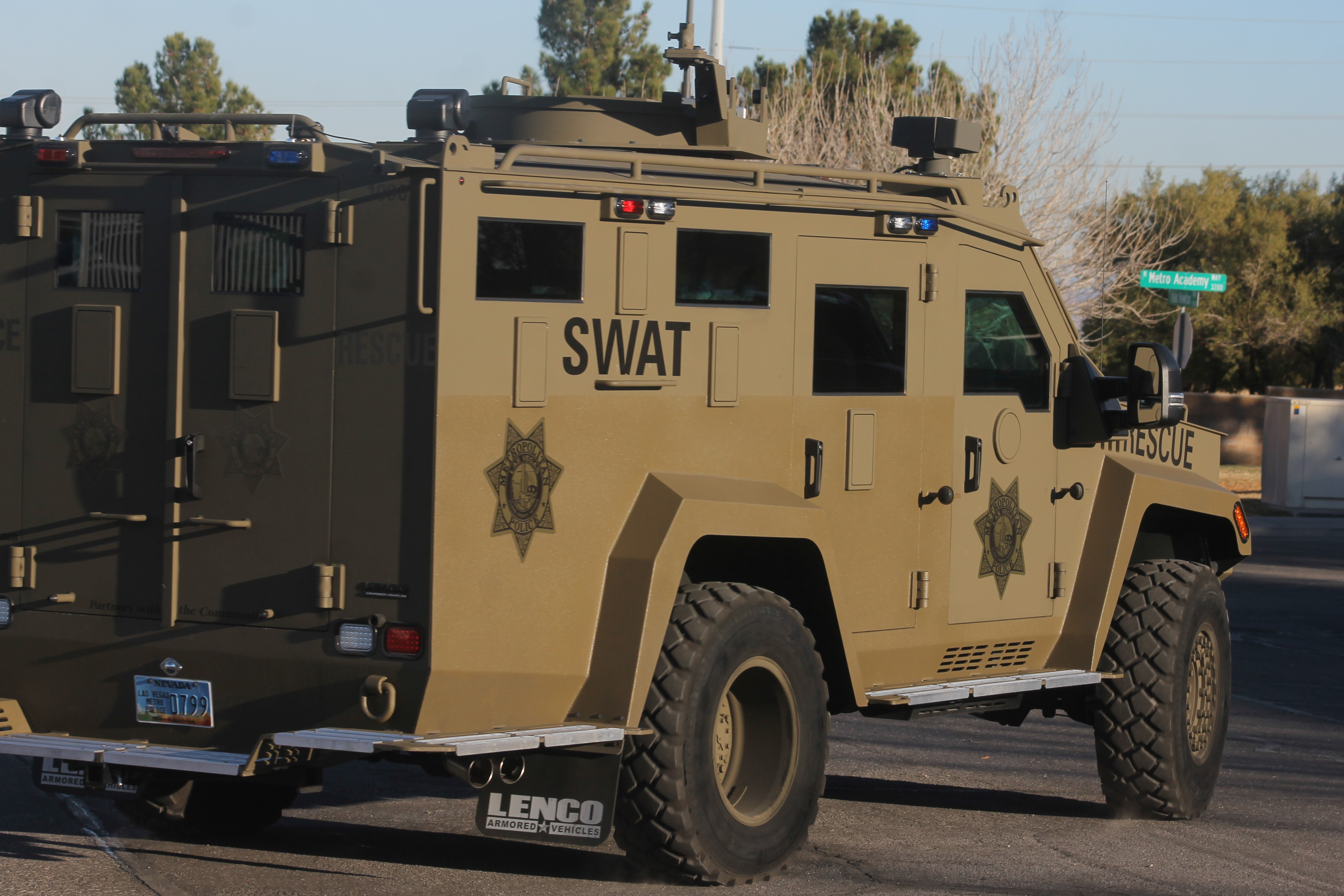
fourgon blindé du S.W.A.T.

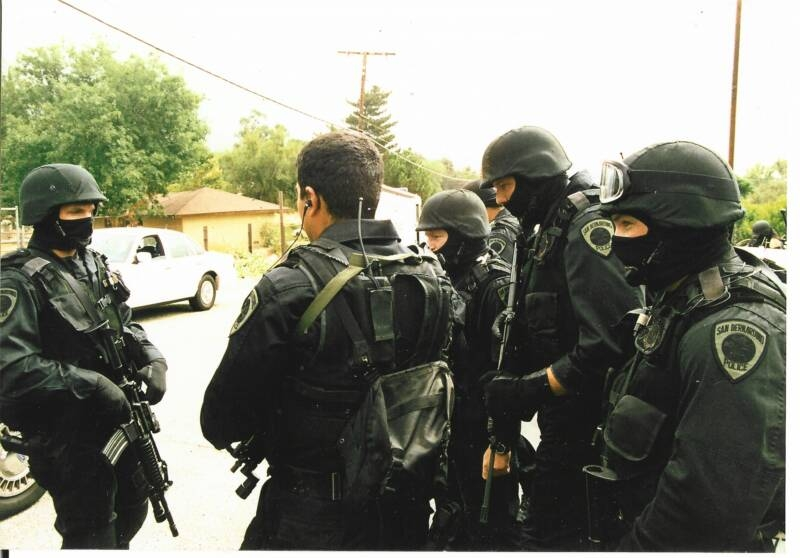
policiers du S.W.A.T. de San Bernardino

L’après-midi du 17 mai 1974, le SWAT du LAPD relève un de ses plus grands défis. Des éléments d'une organisation terroriste armée, nommée Armée de libération symbionaise (ALS), se barricadent dans une résidence sur la 54e rue Est de l’avenue Compton. Le siège est retransmis à des millions de témoins par la télévision et la radio, et relaté dans la presse mondiale quelques jours plus tard. Les suspects barricadés sont appelés à se rendre à 28 occasions, 18 avant l’envoi de gaz lacrymogènes, et 10 pendant la confrontation qui a suivi. Pas un seul coup de feu n'est tiré par la police jusqu’à ce qu’une volée de tirs d’armes semi-automatiques et automatiques ne réponde à leurs premiers appels. Malgré le tir de 3 772 balles par l’ALS, aucun passant ou policier n’est blessé[réf. nécessaire].
Le destin des suspects sera différent. Pendant la fusillade, un incendie se déclare à l’intérieur de la résidence. Officiellement, la cause du feu est inconnue. Des sources policières évoquent une balle perdue qui aurait pu mettre le feu aux cocktails Molotov des assiégés. D’autres suspectent que c’est plus simplement l’utilisation répétée de grenades à gaz lacrymogène, dont le principe repose sur la combustion de produits chimiques à haute température, qui a mis le feu. Les six suspects sont criblés de balles et périssent dans l’incendie qui a suivi.[réf. nécessaire]
Une autre intervention célèbre des SWAT fut la fusillade d'Hollywood Nord, le 28 février 1997.

## Missions
Les unités SWAT ont pour mission :
- la libération d'otages ;

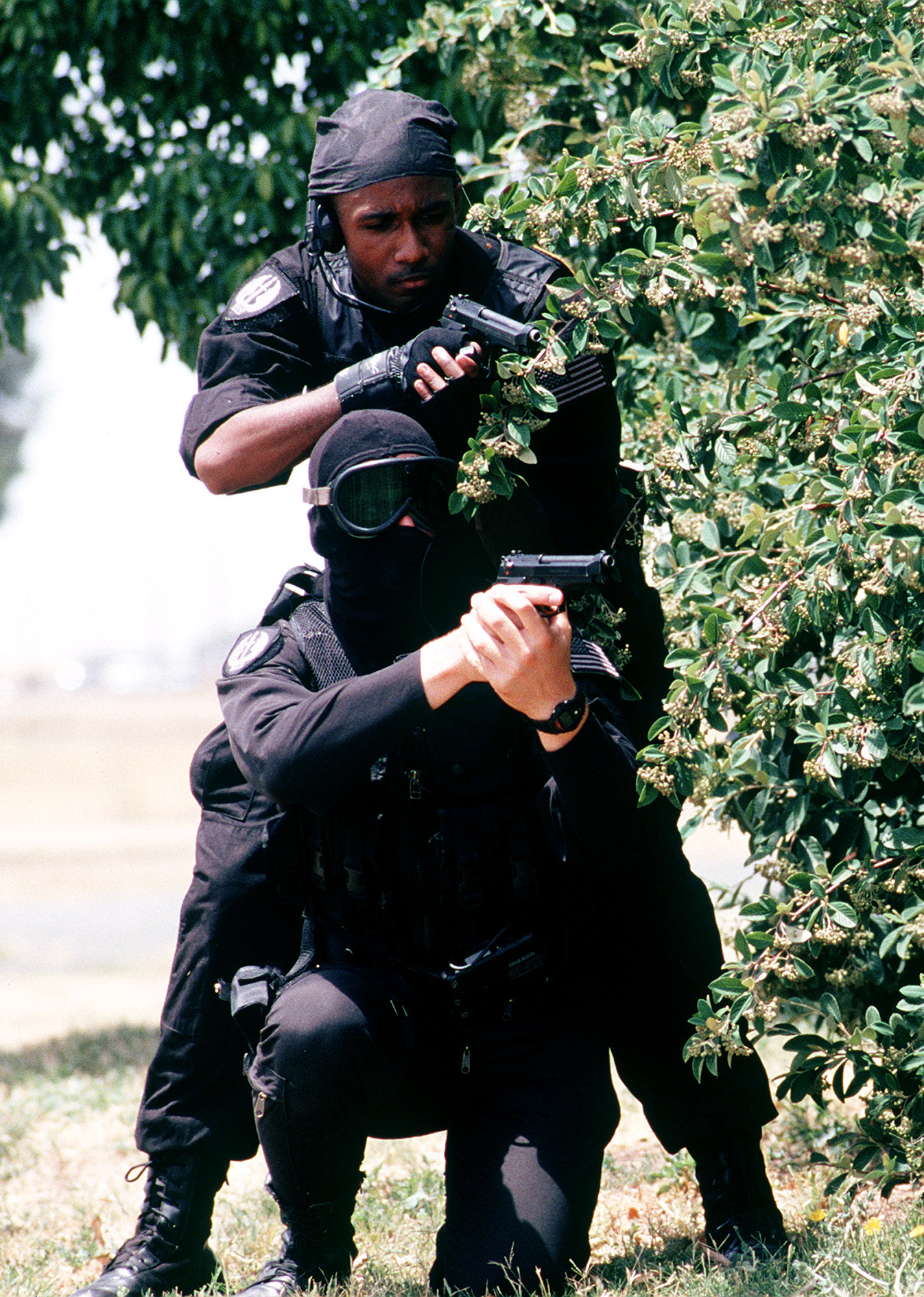
Les membres du SWAT de la Travis Air Force Base en Californie, font face lors d'un exercice d'une prise d’otages, le 18 juillet 1995.

- la participation au rétablissement de l'ordre en cas d'émeute ;
- les opérations antiterroristes ou à haut risque, impliquant notamment des sujets barricadés ;
- la stabilisation des personnes menaçant de se suicider ;
- l'assistance des autres services de police, en particulier pour l'exécution de mandats d'arrêt ou de perquisitions ;
- un renfort de sécurité lors d'événements spécifiques.

L'utilisation des unités SWAT pour effectuer des arrestations ou perquisitionner dans le cadre d'opérations de lutte anti-stupéfiants est très fréquente afin de limiter au maximum les risques pour les forces de police du fait de l'équipement de ces unités.

## Organisation

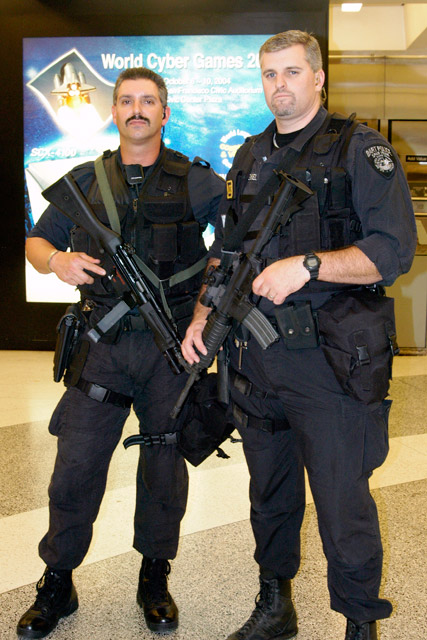
Membre du S.W.A.T. de San Francisco

Les grandes polices, comme les départements de police de Chicago, Denver ou Miami, ont un SWAT capable d'intervenir 24h/24, lequel est placé sous le commandement du bureau de patrouille et non d'une division spéciale.
Néanmoins, la plupart d'entre eux ne sont pas membres du SWAT à plein temps, puisqu'ils ne sont appelés que lorsqu'ils sont requis pour une intervention. Généralement, ce sont de simples officiers qui s'entraînent deux fois par mois, et sont prévenus par téléphone mobile .
Il existe, principalement dans la zone urbaine de New York, des unités très proches du SWAT, les ESU (New York City Police Department Emergency Service Unit) qui sont elles opérationnelles avec un personnel dédié 24h/24. En plus des missions SWAT pour lesquelles elles peuvent intervenir en support, leur sont également confiées les opérations sur les utilisations criminelles de matière dangereuse ou le secours aux personnes lors de risques d'effondrement d'immeubles, des personnes bloquées lors d'accidents de transports d'importances, etc. Ainsi le 11 septembre 2001, des membres de l'ESU furent les principaux protagonistes, avec les pompiers, du sauvetage des occupants des tours.
À Los Angeles, la situation est différente. Pour les situations d'urgence, on fait appel à la Metropolitan Division du Los Angeles Police Department, répartie en cinq pelotons de terrain (B, C, D, E et K-9) et un d'organisation (A). Certains pelotons n'ont rien à voir avec le SWAT : le "A" est le peloton d'organisation, le E celui des chevaux et le K-9 la brigade cynophile.
Dans la Metropolitan division, seul le peloton D fait partie du SWAT. Avec un travail 24h/24, il intervient rapidement (souvent sans négociateurs, la rapidité d'action étant importante) pour les situations de suspects barricadés.
De nombreux sites sensibles, publics ou privés, tels les centrales nucléaires et les installations de la NASA, ont des équipes de réaction rapide dans leurs services de sécurité. La Bruce Power’s Nuclear Response Team de la centrale nucléaire canadienne de Bruce a décroché la première place lors de la Security Protection Officer Team Competition de 2006 à 2011 ainsi que lors du challenge annuel des SWAT Teams américains de 2007 à 2011.

## Entraînement

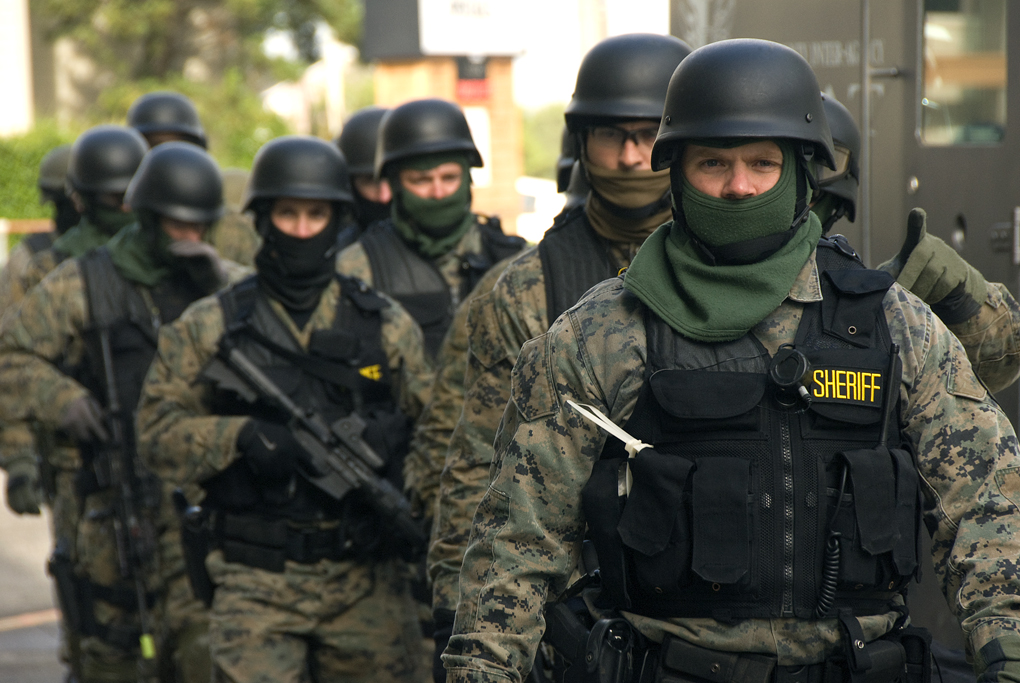
Une équipe du SWAT se préparant à un exercice.

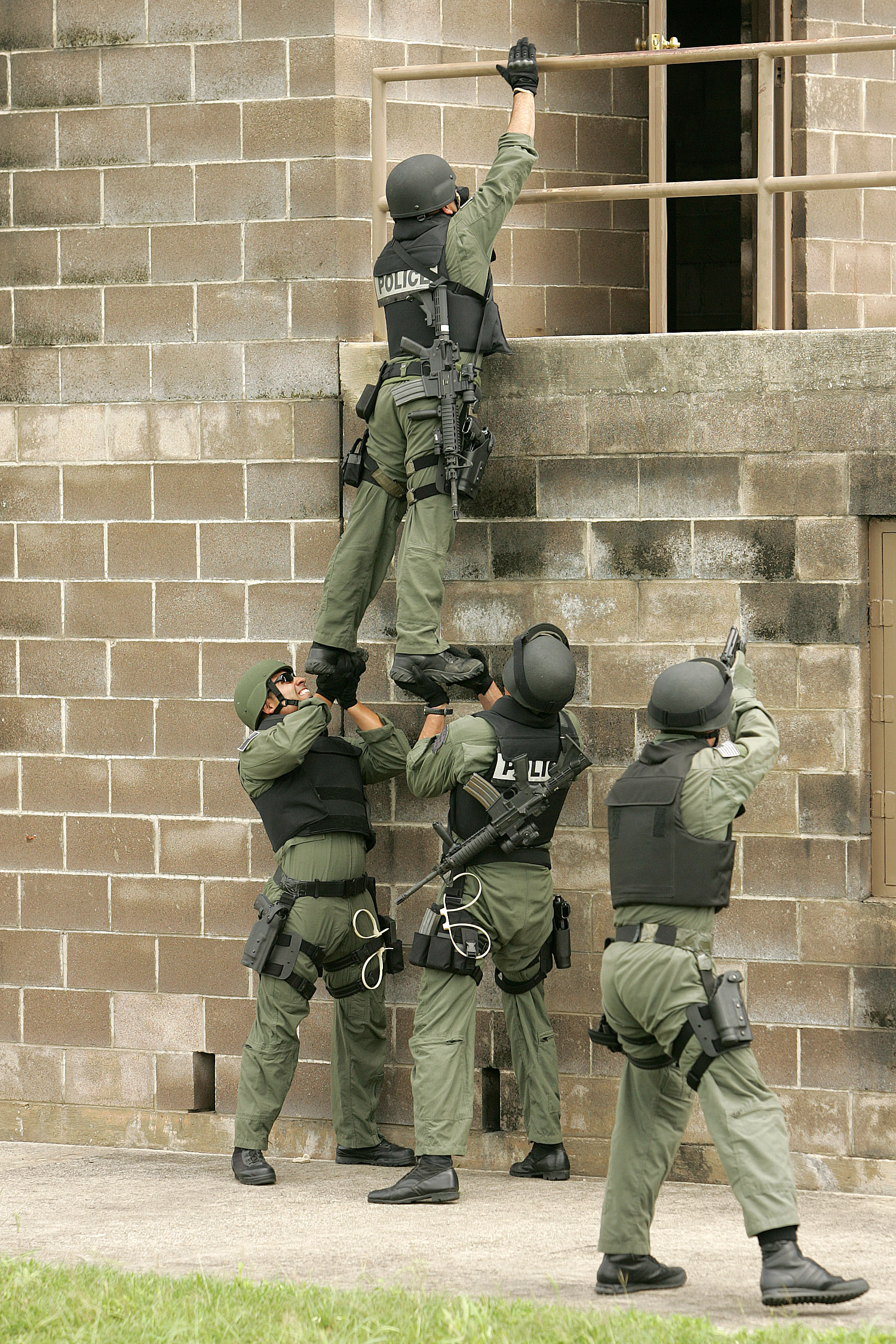
Equipe d'urgence du de l'U.S. Air Force utilisant une technique de levage d'équipe pour entrer dans un bâtiment cible, pendant la formation à la Lackland Air Force Base, Texas, le 24 avril 2007.

L'entraînement se passe en 21 semaines. Il comporte les tests de base d'un policier mais aussi un entraînement physique intense, une formation avancée au combat au corps à corps et une formation aux armes et équipements spéciaux de l'unité.
1. Parcours physique : le parcours physique est le test le plus important d'une recrue du SWAT. Il consiste en :
  - Le filet : traverser un filet suspendu horizontalement avec tout son équipement.
  - Le mur : escalader un mur de plus de 2 mètres de haut.
  - La corde : monter sur une corde de plus de 6 mètres de haut, avec tout son équipement.
  - Le conduit : passer par un conduit étroit.
  - Les pneus : courir à travers plusieurs dizaines de pneus.
2. Épreuve de tir : la deuxième caractéristique d'un policier du SWAT reste son aptitude au tir. L'officier de police doit être un excellent tireur. Les épreuves sont :
  - Le stand de tir
  - La maison de pneus ou la Tires House : les unités SWAT apprécient ce genre d'endroit pour s'entraîner car les possibilités de se couvrir ou de se cacher sont immenses et on peut tirer sans faire de dégâts importants.
  - La Killing House : une maison ordinaire avec ses obstacles (portes, fenêtres, meubles...). Elle permet aux hommes du SWAT d'être dans une situation d'exercice la plus réaliste possible. Ce test permet de tester les capacités d'une équipe à intervenir dans ce genre de situation[réf. nécessaire].

## Équipement et armement
Pour des missions particulières, le SWAT du LAPD utilise un hélicoptère EC-145 (auparavant Bell 206 Jetranger) armé d'une mitrailleuse légère M60. Ce moyen héliporté sert essentiellement à lancer un assaut par le toit si la porte d'entrée est barricadée ou trop fortement défendue. De plus, le bruit d'un hélicoptère et sa présence peuvent constituer un moyen de diversion parfait, ce qui permet aux équipes sur place de pouvoir intervenir sans risques.
- Colt M4A1 en calibre 5.56 X45 mm avec lunette Trijicon ACOG ou viseur holographique et système d'éclairage SureFire.
- Heckler & Koch 416 en calibre 5.56 X45 équipé de divers types de visée.
- Kimber of America SWAT avec système d'éclairage SureFire.
- Taser pour neutraliser temporairement leurs ennemis grâce à des décharges électriques.
- Fusil à pompe calibre 12 chargé de chevrotine ou à balles pour ouvrir les portes notamment.
- MP5 en 9 mm.
- Steyr AUG en 5.56.
- Le PSD de LWRC en calibre 6,8 × 43 Remington.

Toutes ces armes sont modifiées par les équipes S.W.A.T pour leur permettre de remplir leurs missions le plus efficacement possible et en étant les plus légères possible ; l'équipement est toujours adapté aux capacités du tireur.
Une grande variété d'armes sont utilisées par les équipes d'intervention, les armes les plus utilisées sont les pistolets-mitrailleurs, les fusils d'assaut et les fusils de précision.
Le SWAT utilise des unités canines, des grenades assourdissantes et des grenades lacrymogènes.
Les pistolets semi-automatiques sont les armes de poing les plus répandues. Les plus répandus sont les pistolets M1911 (en versions modernisées),, Sig Sauer, (en particulier le Sig P226,, et Sig P229), Beretta 92/96, pistolets Glock,, H & K USP, et FN Five-seveN.

## Dans la culture populaire
Ce type d'unité de police a inspiré de nombreuses œuvres.

### Cinéma
- Dans Terminator 2 (1991)
- Dans Speed (1994)
- Dans S.W.A.T. unité d'élite (2003)
- Dans S.W.A.T.: Firefight (2011)

### Télévision
- Dans la série Section 4 (1975-1976)
- Dans la série S.W.A.T. (2017-2025)
- Dans la série The Rookie : Le Flic de Los Angeles (2018-)

### Jeux vidéo
- Dans SWAT
- Dans Rainbow Six Siege
- Dans Payday 2
- Dans Ready Or Not
- Dans Grand Theft Auto (parodié avec le N.O.O.S.E)